# Tórshavn
Tórshavn (/ˈtʰɔu̯ʂhau̯n/ en danés: Thorshavn) es la capital del municipio homónimo y de las Islas Feroe, una nación constituyente de la corona danesa.
Se localiza en la costa oriental de Streymoy, la isla mayor de las Feroe. Es el centro político, económico, cultural y de comunicaciones del archipiélago. Debido a su aislamiento, poco se sabe de la historia medieval de la ciudad. Se sabe que creció alrededor de la península de Tinganes, donde los primeros colonos vikingos celebraban sus asambleas (ting) desde el siglo IX d. C., por lo que fue desde entonces el principal asentamiento humano en las islas y posteriormente el centro del monopolio comercial feroés con el exterior.

## Etimología
El nombre de la ciudad proviene del nórdico antiguo Þórshöfn, que significa "puerto de Thor", en honor al dios del trueno de la mitología nórdica. Este nombre pagano indica que Tórshavn fue fundada antes del año 1000, fecha aproximada en que llegó el cristianismo a las islas Feroe. La mayoría de los feroeses se refieren a la ciudad simplemente como Havn («puerto»), y varias empresas así lo utilizan en sus nombres. La forma danesa es Thorshavn.

## Historia
La ciudad se desarrolló alrededor de la península sobre la que antiguos enclaves vikingos habían establecido una primera colonia en el siglo X d. C.. Al igual que ocurriera en Islandia con el Alþingi, los pueblos vikingos aquí establecidos crearon una asamblea llamada Altinget, en la que se reunían periódicamente con el fin de resolver problemas comunes y administrar justicia.
El Løgting actual es una evolución directa de dicha institución, y supone uno de los claros símbolos por los que el pueblo feroés determinó su autonomía con respecto el pueblo danés.
Desde 1271, Noruega estableció un monopolio comercial sobre todas las islas, lo que influyó directamente en la evolución de la ciudad. 
En 1580, se construyó la fortaleza Skansin para evitar los continuos saqueos por parte de piratas del Mar del Norte. En 1673 la ciudad sería testigo de un incendio que destruiría gran parte de la parte antigua de la ciudad de Tinganes, lo que supuso la desaparición de múltiples documentos de gran importancia histórica.
A finales del siglo XVIII d. C., Tórshavn adquiriría el estatuto de ciudad, adquiriendo en 1866 el honor de ser la capital del archipiélago.
En la década de los años 20 del siglo XX d. C. se construiría el puerto en la ciudad, pasándose a convertir en un importante punto de comercio y comunicaciones en la zona. 
Durante la Segunda Guerra Mundial, y tras la ocupación de Dinamarca por tropas alemanas, la ciudad y todo el archipiélago serían ocupados por el ejército británico.
Con el paso del tiempo, localidades vecinas pasaron a incorporarse a la comuna de Tórshavn: Hvítanes en 1974, Hoyvík en 1978, Argir en 1997, Kollafjørður en 2001 y, finalmente en 2005, Nólsoy, Hestur y Kirkjubøur.

## Escudo de armas
El símbolo del municipio de Tórshavn es un sello circular con la inscripción Tórshavnar Kommuna («Municipio de Tórshavn»), con un escudo de punta en ojiva al centro. En este escudo aparece una mano sosteniendo el Mjölnir o martillo de Thor sobre un fondo de ondas azules, que representan el mar.

## Cultura

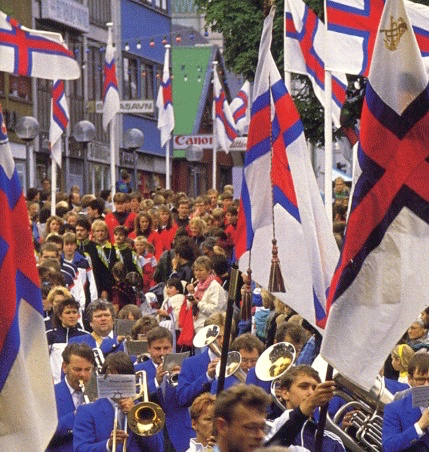
Desfile por las calles de Tórshavn durante el Festival de San Olaf (Ólavsøka).

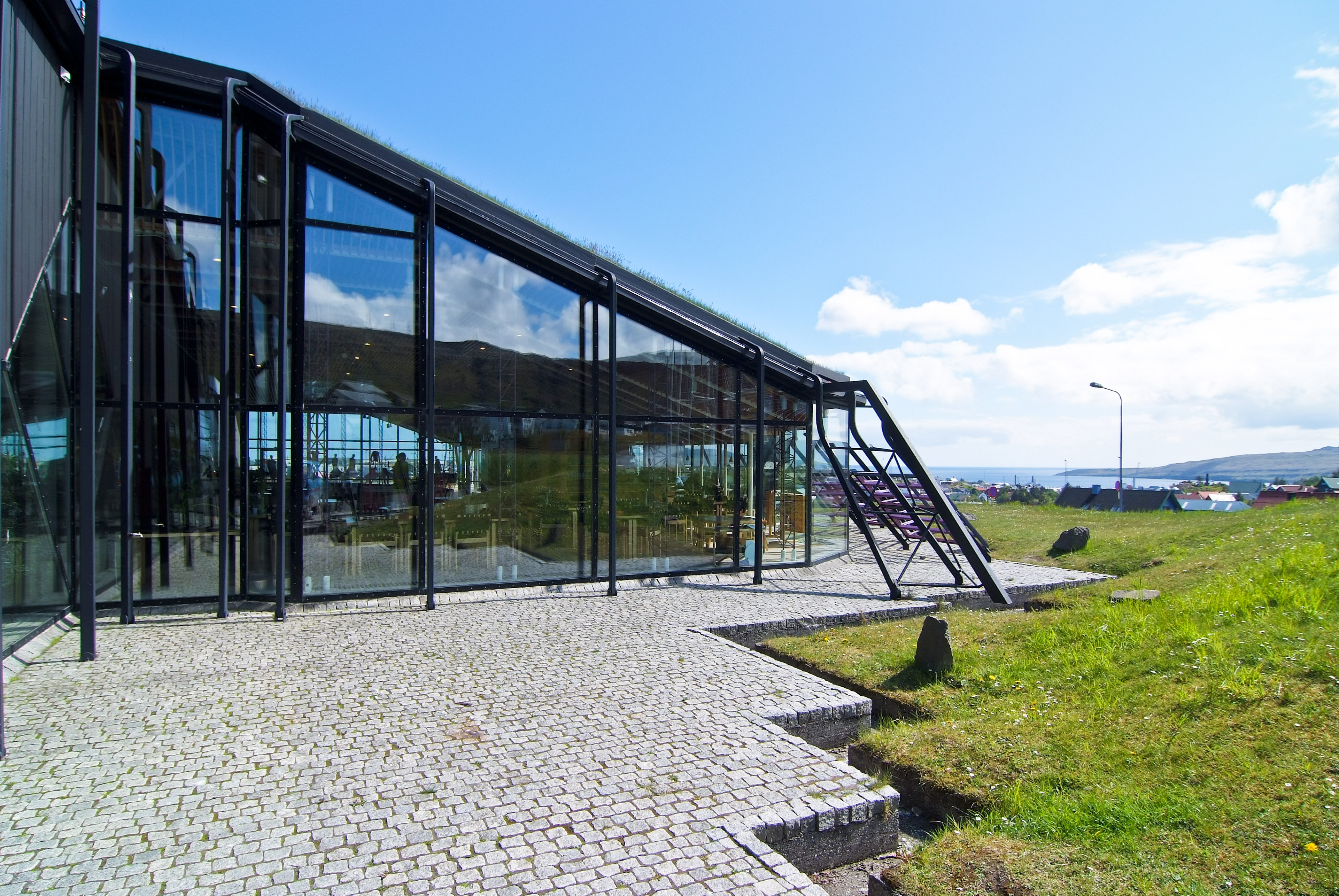
La Casa Nórdica (Norðurlandahúsið).

El mayor evento cultural de Tórshavn es la Fiesta de San Olaf (Ólavsøka), celebrada alrededor del 29 de julio. Esta fiesta, que conmemora al santo patrono de las islas, es también la fiesta nacional feroesa. En ella se ejecutan danzas y música tradicional y hay exhibiciones de arte y artesanías locales. También se celebran justas deportivas, en particular regatas de remo en embarcaciones tradicionales, y hay desfiles y cabalgatas por la ciudad.
El Festival de Jazz de Tórshavn se celebra durante toda una semana en el mes de agosto desde 1983, atrayendo artistas europeos y norteamericanos. Tórshavn tiene una activa vida musical, cuenta con una escuela de música y es la sede de la Orquesta Sinfónica de las Islas Feroe. En muchos de los bares y cafeterías de la ciudad hay frecuentemente música en vivo, lo que le confiere a Tórshavn una boyante vida nocturna.
La Casa Nórdica (Norðurlandahúsið) es el principal recinto cultural de las Islas Feroe. Fue construida en 1983 con el patrocinio del Consejo Nórdico y tiene como objetivo la difusión de las culturas feroesa y nórdica. Sirve de sede para conciertos, exhibiciones teatrales, exposiciones artísticas y conferencias, entre otras actividades. Es un edificio que combina la arquitectura moderna con la tradicional.
El principal museo de Tórshavn es el Museo Nacional de las Islas Feroe (Føroya Fornminnissavn), que alberga una colección sobre la historia y cultura de las islas desde la Edad Media. A este museo pertenece la granja Heima á Garði, con una casa decimonónica construida y amueblada en estilo típico feroés localizada en Hoyvík, un poblado cercano a Tórshavn.
El Museo de Arte de las Islas Feroe, establecido en 1989 y localizado al norte de la ciudad, consiste en exhibiciones permanentes y temporales de arte local, tanto antiguo como contemporáneo. Presenta además dos exhibiciones anuales: una en verano, durante el Festival de San Olaf, y otra en primavera, organizadas por la Sociedad de Artistas Feroeses.

## Geografía
Tórshavn se encuentra situada geográficamente en el centro del archipiélago de las Feroe, en la costa sudeste de la mayor isla, Streymoy. Al oriente de la ciudad se ubica la isla Nólsoy, que protege de manera efectiva el puerto natural de la ciudad y sin la cual el desarrollo de Tórshavn posiblemente como ciudad portuaria nunca hubiera tenido lugar. La península de Tinganes divide al puerto en dos partes: Eystaravág, al este, y Vesteravág, al oeste. El pequeño río Sandá desemboca en la playa de Sandagerði, y sirve de límite entre Tórshavn y la localidad de Argir.
Con el tiempo, el área urbana de Tórshavn ha desbordado sus límites originales, de manera que las localidades vecinas de Argir y Hoyvík son hoy consideradas barrios de la ciudad. Sin embargo, estadísticamente se mantienen separadas una de las otras.
Además de delimitar con el océano Atlántico, la ciudad se encuentra flanqueada por el monte Húsareyn (374 metros) al noroeste y el monte Kirkjubøreyn (350 metros) al suroeste, donde se ubica el pueblo de Kirkjubøur y el límite sur de Streymoy, llamado Kirkjubønes. Tórshavn se localiza en una de las zonas más llanas de todas las Feroe.

### Clima
Tórshavn tiene un clima oceánico subpolar (según la clasificación climática de Köppen Cfc) con poca fluctuación de temperaturas a lo largo de todo el año. La temperatura promedio en el período 1961-1990 fue de 6.5 °C. Es común la formación de niebla en el fiordo. Entre 1961 y 1990, hubo un promedio anual de 40 días de niebla, 49 días de heladas y 44 días de nieve. La cantidad de lluvia anual es en promedio de 1000 mm.
| Parámetros climáticos promedio de Tórshavn, Islas Feroe             | Parámetros climáticos promedio de Tórshavn, Islas Feroe | Parámetros climáticos promedio de Tórshavn, Islas Feroe | Parámetros climáticos promedio de Tórshavn, Islas Feroe | Parámetros climáticos promedio de Tórshavn, Islas Feroe | Parámetros climáticos promedio de Tórshavn, Islas Feroe | Parámetros climáticos promedio de Tórshavn, Islas Feroe | Parámetros climáticos promedio de Tórshavn, Islas Feroe | Parámetros climáticos promedio de Tórshavn, Islas Feroe | Parámetros climáticos promedio de Tórshavn, Islas Feroe | Parámetros climáticos promedio de Tórshavn, Islas Feroe | Parámetros climáticos promedio de Tórshavn, Islas Feroe | Parámetros climáticos promedio de Tórshavn, Islas Feroe | Parámetros climáticos promedio de Tórshavn, Islas Feroe |
| Mes                                                                 | Ene.                                                    | Feb.                                                    | Mar.                                                    | Abr.                                                    | May.                                                    | Jun.                                                    | Jul.                                                    | Ago.                                                    | Sep.                                                    | Oct.                                                    | Nov.                                                    | Dic.                                                    | Anual                                                   |
| ------------------------------------------------------------------- | ------------------------------------------------------- | ------------------------------------------------------- | ------------------------------------------------------- | ------------------------------------------------------- | ------------------------------------------------------- | ------------------------------------------------------- | ------------------------------------------------------- | ------------------------------------------------------- | ------------------------------------------------------- | ------------------------------------------------------- | ------------------------------------------------------- | ------------------------------------------------------- | ------------------------------------------------------- |
| Temp. máx. abs. (°C)                                                | 11.6                                                    | 12.0                                                    | 12.3                                                    | 18.3                                                    | 19.7                                                    | 20.0                                                    | 20.2                                                    | 22.0                                                    | 19.5                                                    | 15.2                                                    | 14.7                                                    | 13.2                                                    | 22.0                                                    |
| Temp. máx. media (°C)                                               | 5.8                                                     | 5.6                                                     | 6.0                                                     | 7.3                                                     | 9.2                                                     | 11.1                                                    | 12.8                                                    | 13.1                                                    | 11.5                                                    | 9.3                                                     | 7.2                                                     | 6.2                                                     | 8.8                                                     |
| Temp. media (°C)                                                    | 2.5                                                     | 3.6                                                     | 4.0                                                     | 5.2                                                     | 7.0                                                     | 9.0                                                     | 10.7                                                    | 11.0                                                    | 9.6                                                     | 7.5                                                     | 5.4                                                     | 3.3                                                     | 6.8                                                     |
| Temp. mín. media (°C)                                               | 1.7                                                     | 1.3                                                     | 1.7                                                     | 3.0                                                     | 5.1                                                     | 7.1                                                     | 9.0                                                     | 9.2                                                     | 7.6                                                     | 5.4                                                     | 3.4                                                     | 2.1                                                     | 4.7                                                     |
| Temp. mín. abs. (°C)                                                | -8.8                                                    | -11.0                                                   | -9.2                                                    | -9.9                                                    | -3.0                                                    | 0.0                                                     | 1.5                                                     | 1.5                                                     | -0.6                                                    | -4.5                                                    | -7.2                                                    | -10.5                                                   | -11.0                                                   |
| Precipitación total (mm)                                            | 157.7                                                   | 115.2                                                   | 131.6                                                   | 89.5                                                    | 63.3                                                    | 57.5                                                    | 74.3                                                    | 96.0                                                    | 119.5                                                   | 147.4                                                   | 139.3                                                   | 135.3                                                   | 1321.3                                                  |
| Días de precipitaciones (≥ 1.0 mm)                                  | 22                                                      | 17                                                      | 21                                                      | 16                                                      | 13                                                      | 12                                                      | 13                                                      | 13                                                      | 18                                                      | 22                                                      | 21                                                      | 22                                                      | 210                                                     |
| Días de nevadas (≥ 0.1 mm)                                          | 8.3                                                     | 6.6                                                     | 8.0                                                     | 4.4                                                     | 1.5                                                     | 0                                                       | 0                                                       | 0                                                       | 0.1                                                     | 1.4                                                     | 5.5                                                     | 8.2                                                     | 44                                                      |
| Horas de sol                                                        | 14                                                      | 36                                                      | 71                                                      | 106                                                     | 124                                                     | 125                                                     | 111                                                     | 98                                                      | 80                                                      | 49                                                      | 20                                                      | 6                                                       | 840                                                     |
| Humedad relativa (%)                                                | 90                                                      | 89                                                      | 89                                                      | 87                                                      | 88                                                      | 88                                                      | 90                                                      | 90                                                      | 90                                                      | 90                                                      | 89                                                      | 90                                                      | 89.2                                                    |
| Fuente n.º 1: Danish Meteorological Institute                       |                                                         |                                                         |                                                         |                                                         |                                                         |                                                         |                                                         |                                                         |                                                         |                                                         |                                                         |                                                         |                                                         |
| Fuente n.º 2: NOAA (sun, humidity and precipitation days 1961–1990) |                                                         |                                                         |                                                         |                                                         |                                                         |                                                         |                                                         |                                                         |                                                         |                                                         |                                                         |                                                         |                                                         |

## Religión

La catedral de Tórshavn en el centro de la ciudad, con la calle Bryggjubakki a la izquierda y la calle Undir Bryggjubakka a la derecha.

La mayoría de los habitantes (83,6 %) de Tórshavn son miembros de la Iglesia de las Islas Feroe (una institución luterana), un porcentaje ligeramente arriba del promedio nacional (83,1 %). El municipio de Tórshavn se divide en dos parroquias: Suðurstreymoy occidental, cuyo templo es la moderna iglesia Vesturkirkjan, y Suðurstreymoy oriental, siendo su templo la catedral de Tórshavn. Esta última es también la sede del único obispo de las Islas Feroe y por ello el templo más importante del país, además de uno de los más antiguos.
Hay otras pequeñas comunidades cristianas, incluyendo la Iglesia católica, que mantiene un templo y un convento de monjas en la ciudad.

## Educación

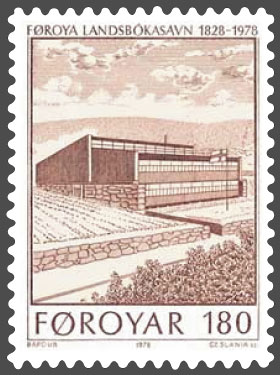
Biblioteca Nacional de las Islas Feroe.

Tórshavn es el centro de las instituciones educativas en las Islas Feroe y por lo tanto alberga la mayoría de las escuelas del país. La primera escuela secundaria de las islas, la Føroya Studentaskúli og HF-skeið («Escuela de los Estudiantes Feroeses») fue fundada apenas en 1937 en Hoyvík, en las cercanías de Tórshavn, y es el mayor instituto de educación media de todo el país.
Las mayores escuelas de educación superior son la Escuela de Comercio de las Islas Feroe (Føroya Handilsskúli) y la Escuela de Estudios Marítimos (Vinnuháskúlin).
La Universidad de las Islas Feroe (Fróðskaparsetur Føroya) es la única universidad del archipiélago. Cuenta con tres facultades: Lengua y Literatura Feroesas, Ciencia y Tecnología, e Historia y Ciencias Sociales. Fue fundada como una institución pública en 1965 por la Sociedad Científica Feroesa y tiene una matrícula de poco más de 140 estudiantes.
Otras escuelas importantes de enseñanza superior son el Colegio Popular de las Islas Feroe (Føroya Fólkaháskúli), una especie de universidad popular, único en el país, fundado por el poeta Símun av Skarði en 1889, y la Escuela Nacional de Música.
La Biblioteca Nacional de las Islas Feroe (Føroya Landsbókasavn) resguarda la más completa colección de libros de las islas. Sus orígenes se remontan a 1828, cuando el gobernador danés comenzó a reunir una colección. En 1830 se construyó la primera biblioteca, y en 1979 fue trasladada a su moderna sede actual.

## Deportes

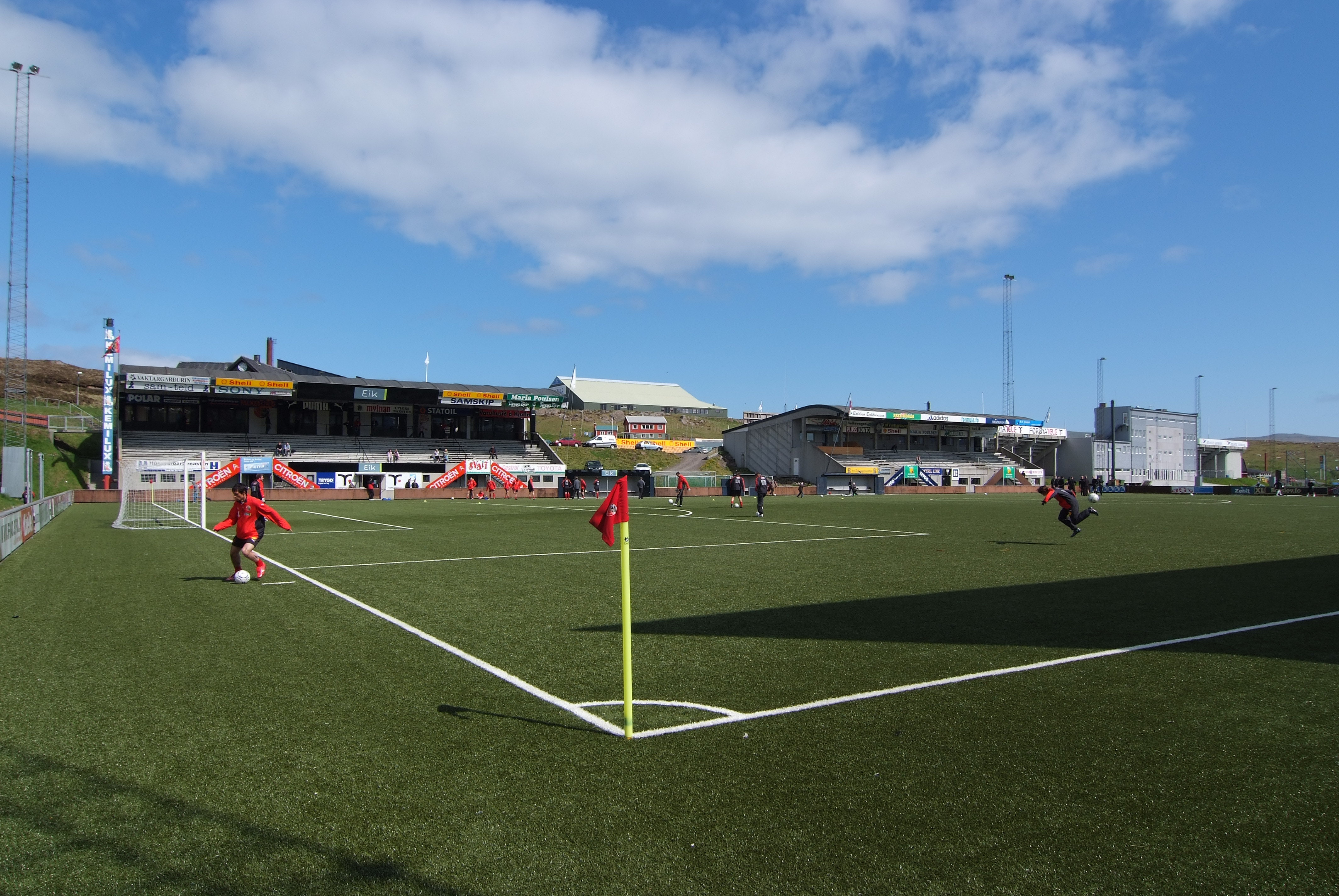
El Gundadalur Stadion, sede del HB Tórshavn y el B36 Tórshavn.

El área de Gundadalur, al oeste del centro de Tórshavn, es el centro deportivo de la ciudad y de todas las islas Feroe. En la zona hay varias instalaciones deportivas, incluyendo tres estadios de fútbol. El mayor estadio de fútbol es el Tórsvøllur, donde juega la selección nacional feroesa, con una capacidad para 6000 espectadores. En la ciudad están los equipos de fútbol HB Tórshavn, B36 Tórshavn y Argja Bóltfelag (más propiamente de la ciudad de Argir), que juegan en la primera división feroesa.
En Gundadalur también hay instalaciones de tenis, bádminton, una piscina cubierta, y la sede de tres clubes de balonmano.

## Demografía
El municipio de Tórshavn comprende 18 localidades y tiene una población estimada de 19 919 habitantes para 2011, lo que representa el 41 % de la población total de las Islas Feroe. Es el municipio más grande del archipiélago y el más poblado. La densidad de población es de 115.20 hab/km². Hay que considerar que la mayor parte del término municipal está despoblado.

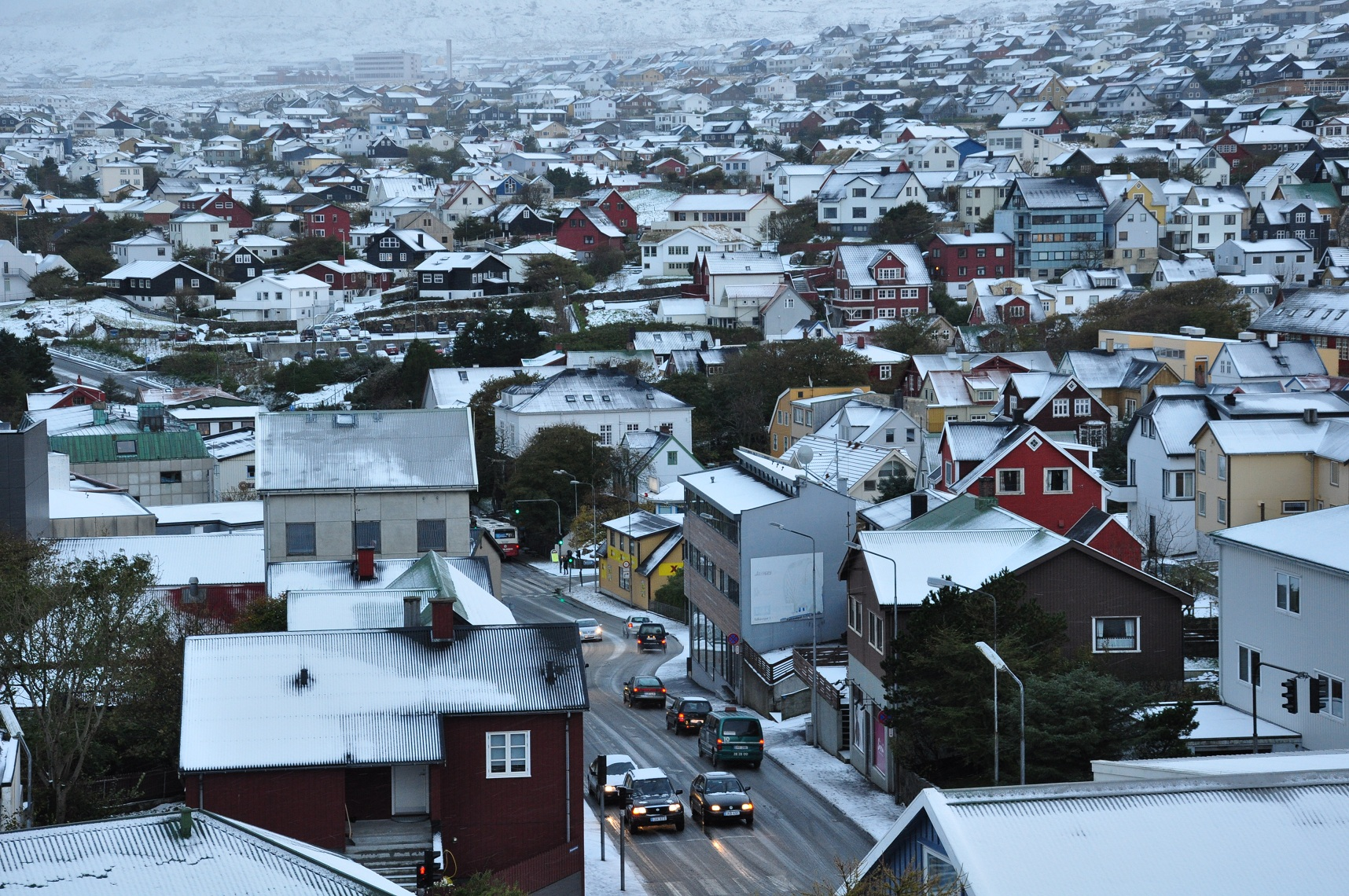
Vista del centro de Tórshavn.

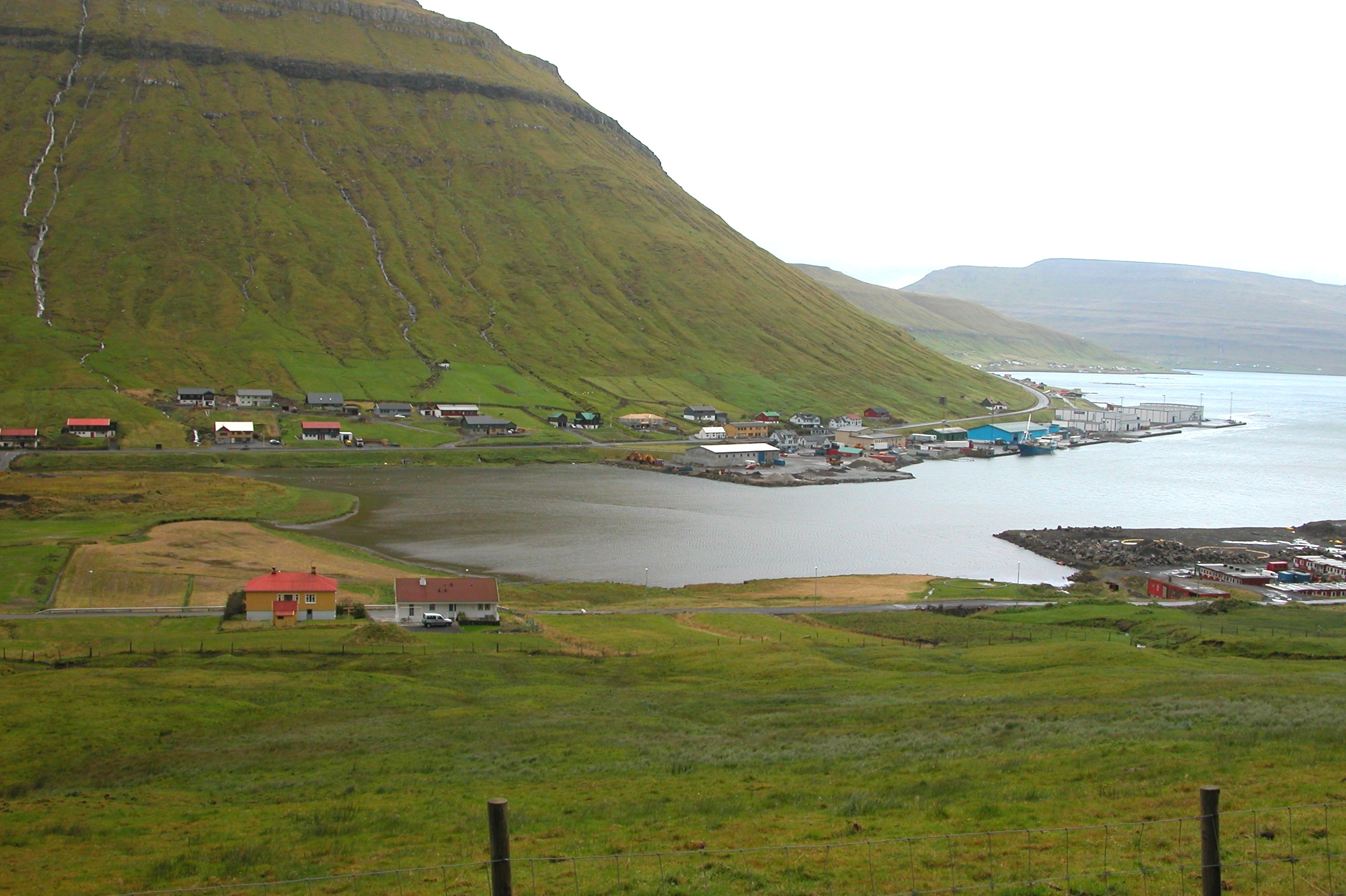
El pueblo de Kollafjørður, al norte del municipio.

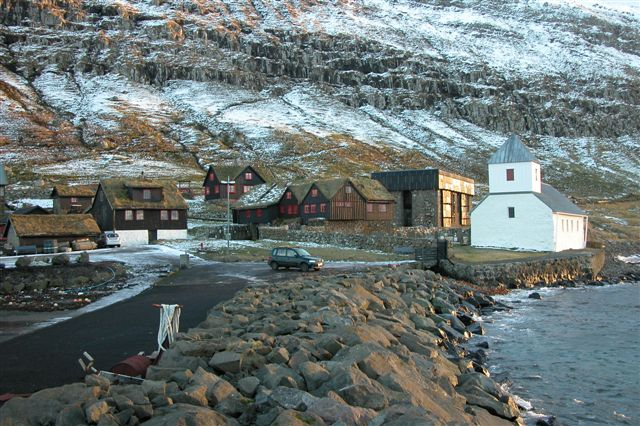
Kirkjubøur es la localidad más al sur de Tórshavn. Fue el centro religioso y cultural de las Islas Feroe durante la Edad Media.

La ciudad de Tórshavn tiene una población aproximada de 18 000 habitantes. Aunque es una área urbana continua, se la divide en tres localidades históricas y estadísticamente separadas: Tórshavn propiamente dicha, con 12 333 habitantes, y los suburbios de Hoyvík y Argir.
Además del casco urbano, hay 15 localidades más que dependen del ayuntamiento de Tórshavn. Por lo general, son núcleos costeros escasamente poblados; solo 5 de ellos superan los 100 habitantes y el mayor es Kollafjørður (804 habitantes). La base danesa de Mjørkadalur no cuenta con población fija. Finalmente, Úti á Bø, al sur de la isla Streymoy, está deshabitada.
| Gráfica de evolución de Tórshavn entre 1788 y 2019 |
|                                                    |

## Política

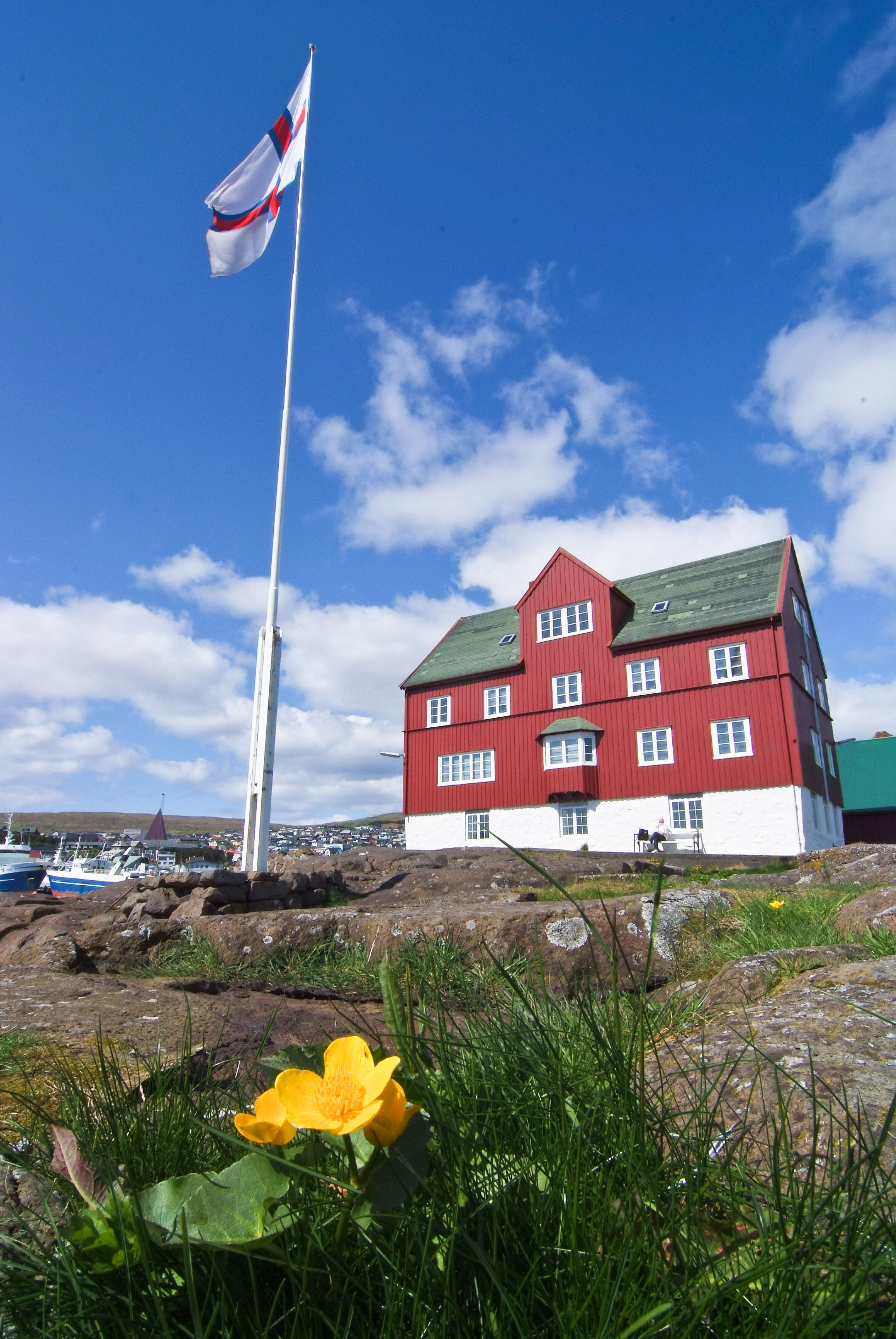
La sede del gobierno nacional de las Islas Feroe, en Tinganes.

Siendo Tórshavn la capital de las Islas Feroe, en la ciudad se encuentran los diferentes poderes nacionales, incluyendo las sedes del primer ministro, del parlamento, y del representante del gobierno de Dinamarca en las islas, este último nombrado directamente por la reina Margarita II.
En el centro de la zona portuaria se localiza la península de Tinganes, donde antaño se celebraban las reuniones del parlamento (Løgting), uno de los más antiguos del mundo. Actualmente, en Tinganes está la sede del gobierno de las Islas Feroe, mientras que el Løgting se encuentra en un edificio del centro de la ciudad desde 1856.
Otros once países están representados en la ciudad a través de consulados: Brasil, Finlandia, Francia, Grecia, Islandia, Italia, Noruega, Países Bajos, Reino Unido, Rusia y Suecia.

### Municipio

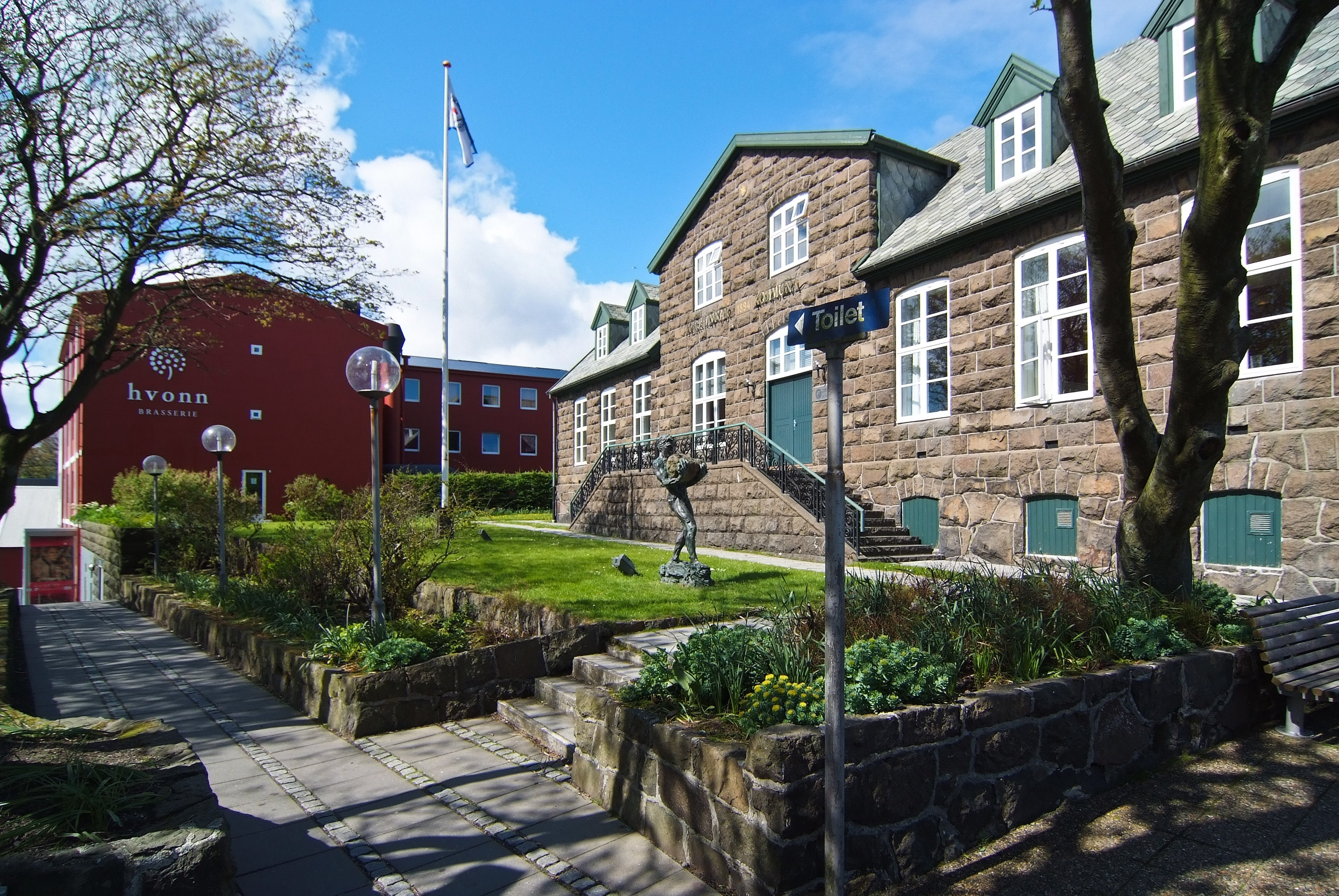
Ayuntamiento de Tórshavn.

Tórshavn es también la capital del municipio del mismo nombre. El ayuntamiento ocupa el edificio de una antigua escuela de finales del siglo XIX d. C..
El municipio de Tórshavn es el mayor de todas las Islas Feroe, tanto en extensión territorial como en población. Fue creado en 1866 y con ello es el más antiguo de las islas. Posteriormente ha sido extendido con la fusión de otros municipios: Tórshavnar uttanbíggja en 1978, Argja en 1997, Kollafjarðar en 2001, y Hest, Kirkjubøar y Nólsoyar en 2005.
El gobierno (býráð) de Tórshavn se compone de 13 concejales electos por voto popular para un período de cuatro años. La última elección municipal tuvo lugar el 11 de noviembre de 2008. En ella participaron seis partidos políticos diferentes y una lista independiente, pero solo cuatro alcanzaron representantes en el gobierno. El nuevo gobierno inició funciones el 1 de enero de 2009 y terminó el 31 de diciembre de 2012. El alcalde desde 2005 es Heðin Mortensen, del Partido de la Igualdad (Javnaðarflokkurin, socialdemócrata), mientras que los dos vicealcaldes forman parte de República (Tjóðveldi, socialista) y el Partido Popular (Fólkaflokkurin, conservador). El resto de los concejales dirigen los diferentes comités del gobierno municipal.
Tórshavn tiene una mayor tendencia a votar hacia la izquierda que el resto de los municipios feroeses.
| Período   | Nombre                   |
| --------- | ------------------------ |
| 1980-1991 | Poul Michelsen (FF)      |
| 1992-1996 | Lisbeth L. Petersen (SB) |
| 1997-2000 | Leivur Hansen (T)        |
| 2001-2005 | Jan Christiansen (FF)    |
| 2005-2017 | Heðin Mortensen (JF)     |
| 2017-     | Annika Olsen (JF)        |

| Partido                                             | Porcentaje | Concejales |
| --------------------------------------------------- | ---------- | ---------- |
| Partido de la Igualdad (Javnaðarflokkurin, JF)      | 32,1       | 5          |
| República (Tjóðveldi, T)                            | 26,1       | 4          |
| Partido Popular (Fólkaflokkurin, FF)                | 22,0       | 3          |
| Partido Unionista (Sambandsflokkurin, SB)           | 11,2       | 1          |
| Partido del Autogobierno (Sjálvstýrisflokkurin, SF) | 5,3        | 0          |
| Partido de Centro (Miðflokkurin, MF)                | 2,3        | 0          |
| Lista Campesina (Grundstykkjalistin)                | 0,7        | 0          |
| Total                                               | 100        | 13         |

## Economía
Desde los años 1960 la economía y la infraestructura registraron un vertiginoso crecimiento, que se vio afectado profundamente por la crisis que vivió la pesca feroesa en los años 1990. Tras un período de emigración que redujo la población de la ciudad por primera vez en varios siglos, a finales de la década la economía se estabilizó.

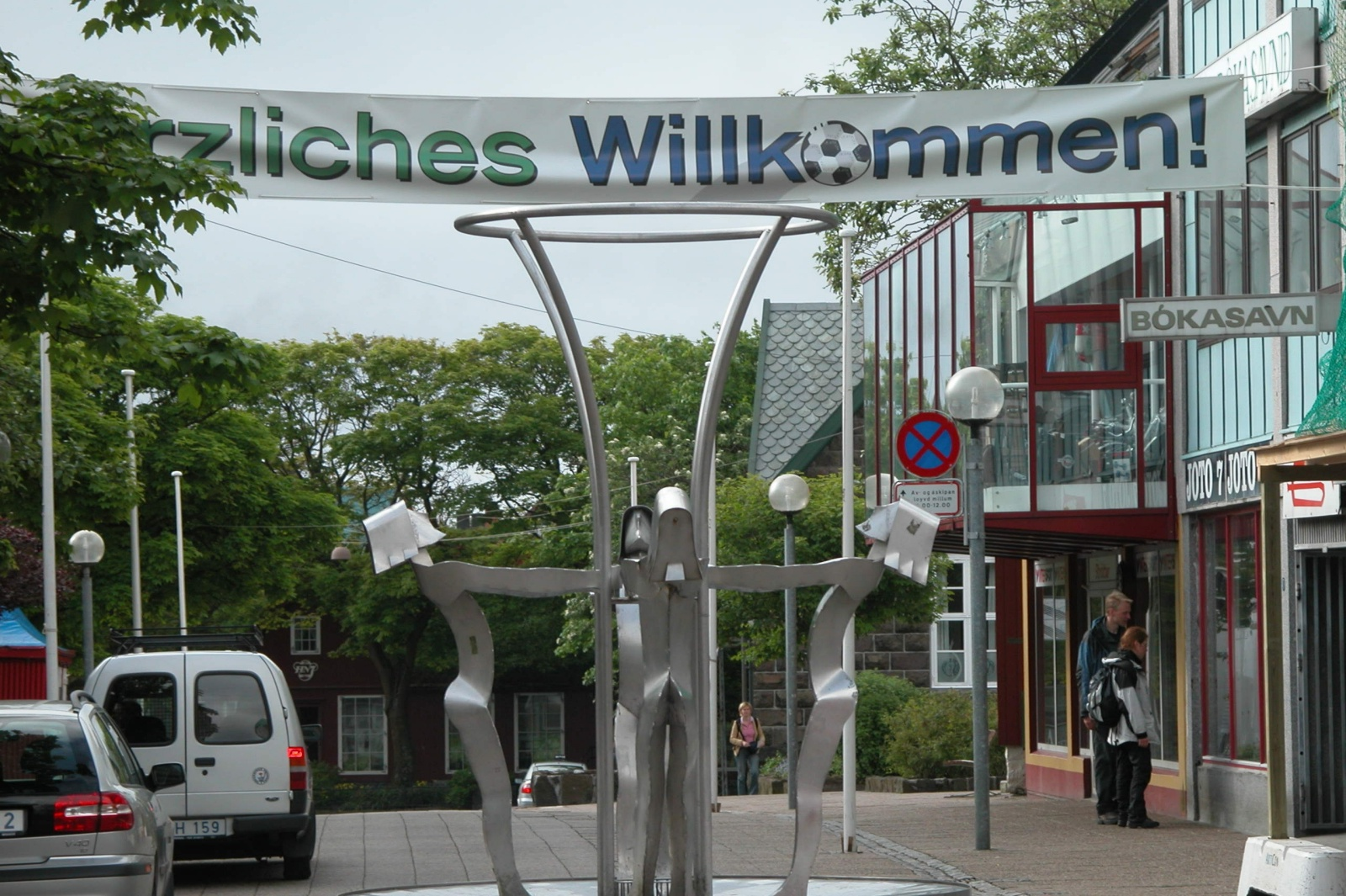
La calle Niels Finsens, con un cartel de bienvenida a la selección alemana de fútbol.

La ciudad mantiene una activa industria pesquera. Además de su importante puerto pesquero, hay un astillero y numerosas empresas dedicadas a la pesca y el procesamiento de pescado. Además de ese ramo, en Tórshavn se asientan varias fábricas de maquinaria, una fábrica lechera (la única del archipiélago) y una añeja fábrica de cerveza, la Restorffs Bryggjarí, fundada en el siglo XIX d. C.. Hay además un importante sector de servicios y dos grandes almacenes comerciales. La única calle peatonal del país, la Niels Finsens gøta, se ubica en el centro de Tórshavn y es una importante calle comercial. Al final de esta calle está la plaza Vaglið y la librería H.N. Jacobsen, fundada por el nacionalista Hans Nicolai Jacobsen (1832-1919). En la ciudad están también las oficinas centrales del servicio postal feroés (Posta), cuyos sellos postales son famosos entre los filatelistas de todo el mundo.
Una fuente de ingresos nada desdeñable es el turismo. En la ciudad hay dos grandes hoteles: el hotel Føroyar y el hotel Hafnia; también hay varios pequeños, y un sitio de acampada.
La agricultura y la ganadería son actividades marginales. En las zonas rurales del municipio se practica principalmente la ganadería de ovejas y donde la geografía lo permite, de ganado vacuno.

## Transporte

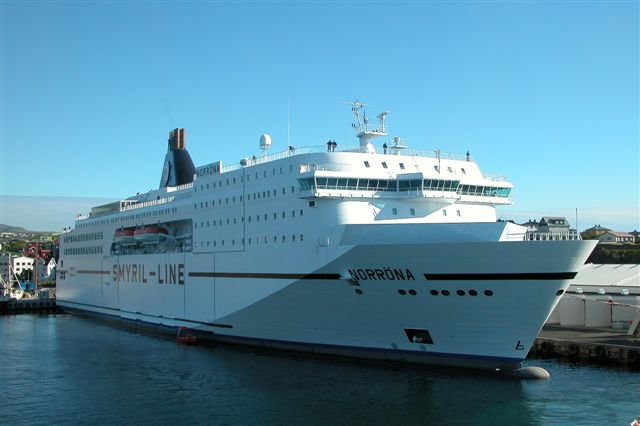
El Nörrona, moderno ferry de la Smyril Line que enlaza Tórshavn con el exterior

El puerto de Tórshavn es el mayor de las islas Feroe. Desde ahí hay conexión por ferry a la mayoría de las islas, y por medio de la empresa feroesa Smyril Line, hay servicio semanal a Hirtshals (Dinamarca) y Seyðisfjörður (Islandia). Hasta principios del siglo XX d. C., había salidas a Noruega y al Reino Unido.
Por tierra, el único medio de transporte público es el autobús, que además de dar servicio en el casco urbano de Tórshavn, conecta la ciudad con otras localidades dentro y fuera de la isla Streymoy, gracias a la red de túneles que hay en las islas Feroe. Hay dos compañías de autobuses, ambas públicas: Bussleiðin, con cuatro líneas que dan servicio en la ciudad y sus cercanías, y Bygdaleiðir, con rutas hacia otras ciudades. Los autobuses urbanos de Tórshavn fueron gratuitos hasta 2007. También por autobús se enlaza Tórshavn con el único aeropuerto feroés, el aeropuerto de Vágar, a través del túnel que conecta Streymoy con Vágar. El resto del transporte de pasajeros en la ciudad es otorgado por taxis.
Hay un helipad en Tórshavn, desde donde parten helicópteros de la compañía feroesa Atlantic Airways hacia las principales localidades del archipiélago.